# Pierre Demargne
Pierre Demargne (8 de fevereiro de 1903 - 13 de dezembro de 2000) é um historiador e arqueólogo francês. Estudou na Escola Normal Superior de Paris e passou a trabalhar na agrégation de cartas. Foi membro da Escola Francesa de Atenas desde 1926 e da Academia de Inscrições e Belas-Letras desde 1969.
Ele começou em 1951 uma série de escavações arqueológicas (financiadas pelo Ministério das Relações Exteriores) na Ásia Menor e costa sul da Turquia, especialmente em Xanto, a antiga capital da Lícia Antiga, ocupada por mais de um milênio, desde aproximadamente o século VII a.C. por lícios, gregos, romanos e bizantinos. Suas descobertas, incluindo arquitetura monumental e inscrições funerárias têm permitido aos estudiosos compreender pontos decisivos acerca da civilização lícia.